# Ironman New Zealand
Der Ironman New Zealand (auch Kellogg’s Nutri-Grain Ironman New Zealand) ist eine seit 1985 jährlich im Februar oder März ausgerichtete Triathlon-Sportveranstaltung über die Ironman-Distanz (3,86 km Schwimmen, 180,2 km Radfahren und 42,195 km Laufen) in Neuseeland, die bis 1998 zunächst in Auckland veranstaltet wurde und seither in Taupō im Zentrum der Nordinsel stattfindet.

## Organisation
Als Ron Cumming, Marketingleiter bei Air New Zealand, mitbekam, dass der Ironman Hawaii auf der Suche nach internationalen Partnern war, sah dieser den potentiellen wirtschaftlichen Nutzen und schloss einen Lizenzvertrag mit der Hawaiian Triathlon Corporation.
Ursprüngliches Konzept war dabei, alljährlich den Veranstaltungsort auf Neuseeland zu wechseln. Air New Zealand beauftragte Paul Gleeson, in der Ausrichtung von Golf-Events erfahren, mit der Organisation.

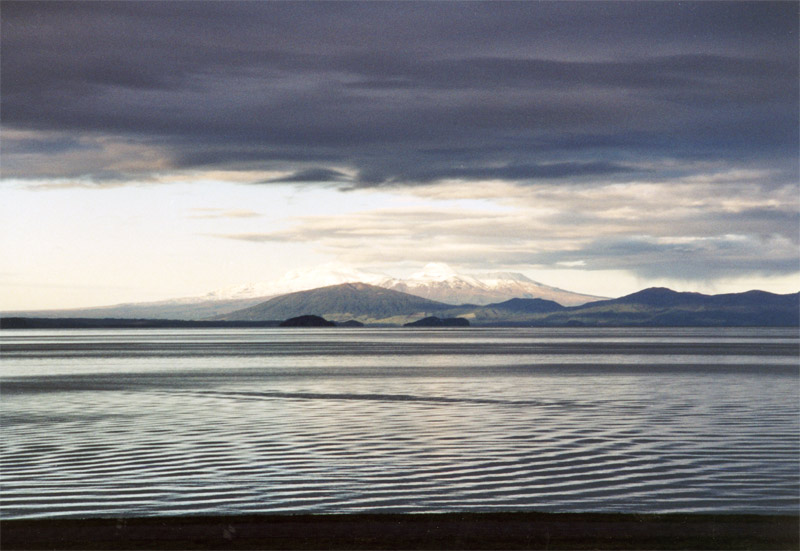
Der Lake Taupō

1985 wurde zunächst in Mission Bay, einem seeseitigen Vorort von Auckland auf der Nordinsel, erstmals der Double Brown Ironman New Zealand ausgetragen, später wurde der Start nach Saint Heliers verlegt. Außerhalb der USA war er neben dem Japan Long Distance Triathlon am Lake Biwa das erste Qualifikationsrennen für einen Startplatz bei der Ironman World Championship in Kailua-Kona auf Hawaii.
In den ersten Jahren betrugen die Wettkampfdistanzen beim Ironman New Zealand 2 Meilen (3,2 km) Schwimmen, 100 Meilen (161 km) Radfahren und 20 Meilen (32,2 km) Laufen. Bei der zweiten Austragung 1986 war Sister Madonna Buder mit 55 Jahren die älteste Frau unter 193 Teilnehmern.
Ab 1988 wurden die Distanzen dann an jene des Ironman Hawaii mit 3,8 km Schwimmen, 180 km Radfahren und 42,2 km Laufen angeglichen.
Die Radstrecke führte damals in der Nähe von Pakuranga vorbei, wo Cameron Brown, der später elfmal dieses Rennen gewinnen würde, als Kind lebte.

### Austragung in Taupō seit 1999
1999 übertrug Air New Zealand die Rechte an der Veranstaltung an die International Management Group (IMG), den weltweit größten Sportvermarkter.
Personell änderte sich nichts – Race-Director Paul Gleeson war nämlich zwischenzeitlich für die neuseeländischen Geschäfte der IMG verantwortlich.
Dafür aber örtlich: Am 6. März 1999 fand die Veranstaltung dann erstmals in Taupō 275 km südlich vom bisherigen Veranstaltungsort statt.
Beim zwanzigjährigen Jubiläum 2004 gingen 1435 Anmeldungen ein, unter den 1375 Startern waren 610 aus Neuseeland, die übrigen verteilten sich auf zweiundvierzig weitere Nationalitäten, 1186 kamen ins Ziel.
Bei der Austragung 2009 waren 1300 Athleten am Start, von denen 1275 das Ziel erreichen konnten. Regelmäßig kommt rund die Hälfte der Teilnehmer des Ironman New Zealand von außerhalb Neuseelands, womit er der internationalste unter den von der World Triathlon Corporation (WTC) organisierten bzw. lizenzierten Veranstaltungen ist.
Den Startschuss zum Ironman New Zealand 2010 gab Premierminister John Key, der damit auch die Bedeutung für den Fremdenverkehr unterstreichen wollte. In den vorhergegangenen 25 Jahren bekam Neuseeland durch die Veranstaltung – Teilnehmer, Angehörige und Betreuer zusammengezählt – mehr als 50.000 zusätzliche Besucher.
Alleine 2009 wurde durch die Teilnehmer am Ironman New Zealand eine Wertschöpfung in Höhe von 10 Millionen NZ$ erreicht, davon alleine ein Viertel in Taupō. 2000 freiwillige Helfer unterstützen den Ablauf der Veranstaltung, wobei Taupō selbst nur rund 22.000 Einwohner hat.

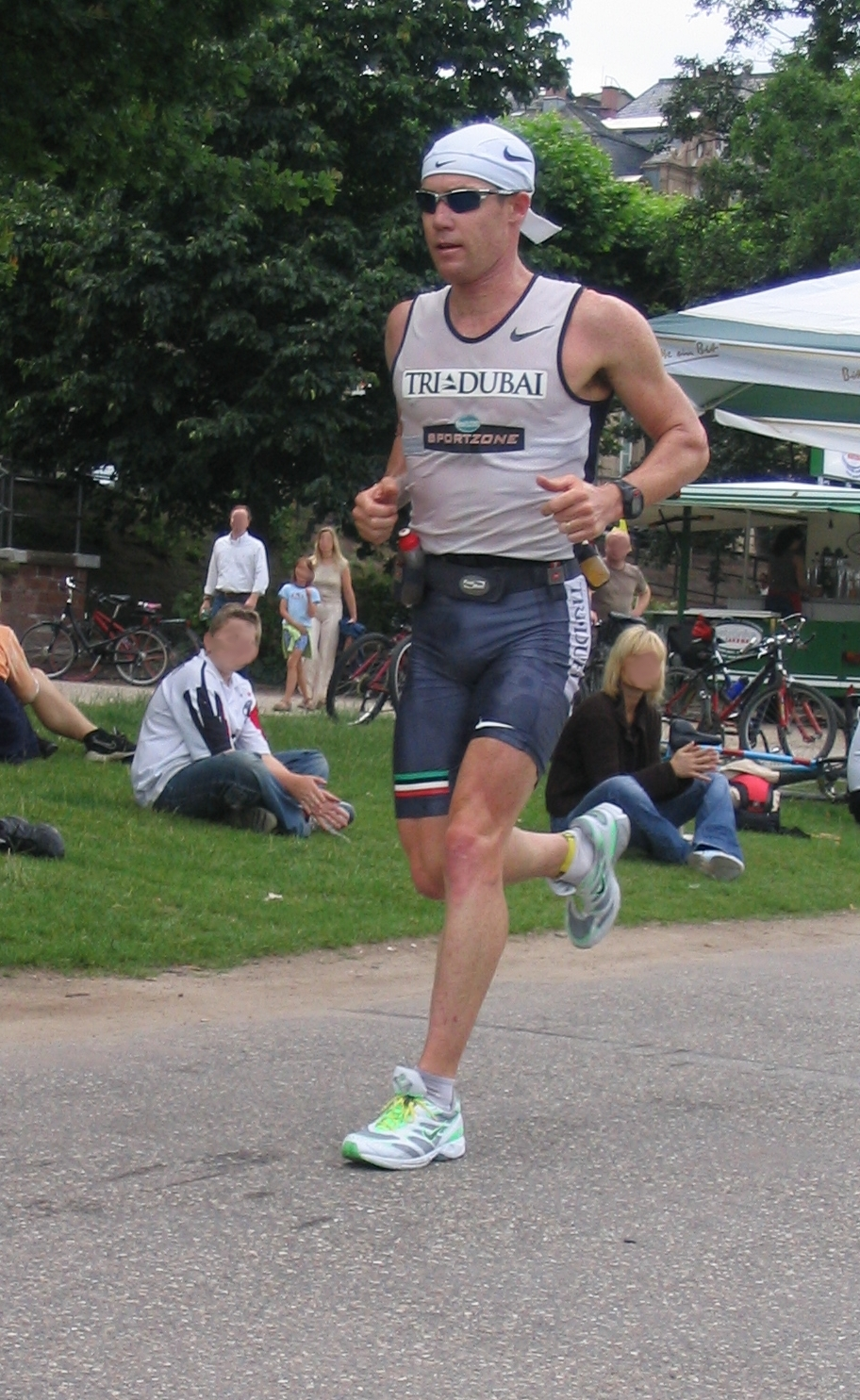
Cameron Brown, der zwölffache Sieger (2005 in Frankfurt/M.)

Amateure können sich beim Ironman New Zealand über 40 auf die einzelnen Altersklassen verteilte Qualifikationsplätze für den unter dem Namen Ironman World Championship, einem geschützten Markenzeichen der WTC, in Kailua-Kona ausgerichteten Ironman Hawaii qualifizieren. Profi-Triathleten, die um die 75.000 US-Dollar Preisgeld in Taupō kämpfen, können sich für den mit insgesamt 650.000 US-Dollar ausgeschriebenen Wettkampf in Hawaii über das Kona Pro Ranking System (KPR) qualifizieren.
In Taupō erhalten Sieger und Siegerin je 2000 Punkte, weitere Platzierte eine entsprechend reduzierte Punktzahl. Zum Vergleich: Der Sieger auf Hawaii erhält 6000 Punkte, die Sieger in Frankfurt, Texas, Florianópolis, Melbourne und Port Elizabeth jeweils 4000, bei den übrigen Ironman-Rennen entweder 1000 oder 2000 Punkte.

### 2006 verkürzter Kurs
Der Ironman New Zealand konnte im Jahr 2006 witterungsbedingt nur ohne die Schwimmdistanz auf verkürztem Kurs ausgetragen werden (90 km Radfahren und 21 km Laufen).
2012 wurde das ursprünglich für Samstag angesetzte Rennen auf Sonntag verschoben und es musste auf verkürztem Kurs als Ironman 70.3 ausgetragen werden.
Dieser Ironman fand im März 2016 zum 32. Mal statt, und Cameron Brown erzielte mit seiner Siegerzeit von 8:07:58 h einen neuen Streckenrekord und zugleich seinen zwölften Sieg. Der Neuseeländer war hier bereits achtzehn Mal am Start, konnte je zwei Mal die Bronze- und Silber- sowie mit seinem Sieg 2016 als erster Triathlet zwölf Mal die Goldmedaille erreichen. 1997 absolvierte der damals 24-Jährige seinen ersten Ironman in Auckland, er wurde in 9:40 h – rund eine Stunde hinter dem siegenden Lothar Leder – dreiundzwanzigster. Das Folgejahr 1998 war – wegen seines Versuchs, sich für die Olympischen Spiele zu qualifizieren – das einzige Jahr, an dem Cameron Brown seither nicht beim Ironman New Zealand am Start war. Seine Landsfrau Joanna Lawn kann auch schon auf sieben Siege zurückblicken.
Im März 2018 fand in Taupō die 20ste Austragung und zugleich die «New Zealand Ultra Distance National Championships» (Triathlon-Staatsmeisterschaft auf der Langdistanz) statt.
Der Neuseeländer Terenzo Bozzone holte sich bei seinem zehnten Start in Taupō den ersten Sieg und erstellte mit 7:59:56 h einen neuen Streckenrekord.

### 2020 mit neuen Streckenrekorden
Teresa Adam aus Neuseeland siegte im März 2020 nach 8:40:29 h, und der Brite Joe Skipper war nach 7:54:17 h im Ziel – das bedeutete für beide Streckenrekord.
Durch die Corona-Pandemie fand die Austragung im März 2021 mit einem sehr kleinen (4 Frauen und 7 Männer) und ausschließlich neuseeländischem Profi-Feld statt. Durchsetzen konnten sich Braden Currie und Hannah Berry.
Im Jahre 2022 fand der Ironman New Zealand erstmals nicht im März, sondern im Dezember statt. Diese 38. Auflage wurde als reines Amateur Rennen ausgetragen.
Bei der 39. Auflage im März 2023 gab es dann wieder ein Profi-Feld. Der deutsche Ironman-Weltmeister von 2014 Sebastian Kienle nahm im Rahmen seiner Abschiedstour (letztes Jahr als aktiver Profi) teil und verfehlte als Vierter knapp das Podium.
Gewonnen hat bei den Männern der Neuseeländer Mike Phillips und bei den Frauen die Niederländerin Els Visser.
Im März 2024 verbesserte die US-Amerikanerin Chelsea Sodaro den Streckenrekord bei den Frauen auf 8:40:06 Stunden. Bei der 41. Austragung im März 2025 verbesserte Mike Phillips den Streckenrekord der Männer auf 7:45:47 Stunden.

## Streckenführung
- Die Schwimmstrecke ist in Form eines im Uhrzeigersinn zu umschwimmenden langgezogenen Rechtecks, dessen längste Kante 1775 m lang ist, im Lake Taupō, einem Kratersee mit einer maximalen Breite von 40 km und einer maximalen Länge von 28 km, zu absolvieren. Der Schwimmstart erfolgt als Wasserstart vor dem Yacht Club von Taupō, wo sich auch die Wechselzone befindet. Die Wassertemperatur im Lake Taupō beträgt zu dieser Zeit typischerweise 19 °C. Profitriathleten starten rund 15 min vor den Amateuren.[22]

- Die hügelige Radstrecke erstreckt sich über zwei Runden als Wendepunktstrecke in Richtung Nordosten über die Broadlands Road durch die typische neuseeländische grüne Hügellandschaft, in der sich Naturwälder und landwirtschaftlich genutzte Flächen abwechseln, bis zum Wendepunkt in dem kleinen Ort Reporoa.[22]

Der Ironman New Zealand ist ein „Non-Drafting-Rennen“: Ein Unterschreiten des Mindestabstands von 10 Meter zum vorausfahrenden Athleten (12 Meter für Profi-Triathleten) außer beim maximal 20 Sekunden andauernden Überholvorgang wird mit einer fünfminütigen Zeitstrafe geahndet.
- Die Laufstrecke führt als Wendepunktstrecke über drei Runden direkt am Lake Taupō, dem größten Süßwassersee der südlichen Hemisphäre, entlang Richtung Süden, der Wendepunkt liegt in Wharewaka. Das Ziel befindet sich ebenfalls wie die Wechselzone in der Nähe des Yacht Clubs.[22]

## Siegerliste

### Ironman New Zealand in Taupō
| N ° | Datum/Jahr     | Männer                 | Männer              | Männer             | Frauen               | Frauen           | Frauen           |
| N ° | Datum/Jahr     | Erster Platz           | Zweiter Platz       | Dritter Platz      | Erster Platz         | Zweiter Platz    | Dritter Platz    |
| --- | -------------- | ---------------------- | ------------------- | ------------------ | -------------------- | ---------------- | ---------------- |
| 42  | 7. März 2026   |                        |                     |                    |                      |                  |                  |
| 41  | 1. März 2025   | Mike Phillips -3- (SR) | Joe Skipper         | Jack Moody         | Regan Hollioake      | Jocelyn McCauley | Nina Derron      |
| 40  | 2. März 2024   | Steven McKenna         | Niek Heldoorn       | Ben Hamilton       | Chelsea Sodaro (SR)  | Els Visser       | Jocelyn McCauley |
| 39  | 4. März 2023   | Mike Phillips -2-      | Braden Currie       | Jan van Berkel     | Els Visser           | Hannah Berry     | Rebecca Clarke   |
| 38  | 10. Dez. 2022  | Dan Plews              | Jeff McHardy        | Gregory Bassam     | Vanessa Murray       | Fiona Gallagher  | Taryn Ryan       |
| 37  | 27. März 2021  | Braden Currie -2-      | Mike Phillips       | Kyle Smith         | Hannah Wells         | Rebecca Clarke   | Emily McNaughtan |
| 36  | 7. März 2020   | Joe Skipper            | Mike Phillips       | Braden Currie      | Teresa Adam          | Meredith Kessler | Judith Corachán  |
| 35  | 2. März 2019   | Mike Phillips          | Andrew Starykowicz  | Braden Currie      | Jocelyn McCauley -2- | Teresa Adam      | Meredith Kessler |
| 34  | 3. März 2018   | Terenzo Bozzone        | Joe Skipper         | Cameron Brown      | Laura Siddall        | Teresa Adam      | Jocelyn McCauley |
| 33  | 4. März 2017   | Braden Currie          | Cameron Brown       | Cyril Viennot      | Jocelyn McCauley     | Laura Siddall    | Meredith Kessler |
| 32  | 5. März 2016   | Cameron Brown -12-     | Joe Skipper         | Callum Millward    | Meredith Kessler -5- | Lucy Gossage     | Carrie Lester    |
| 31  | 7. März 2015   | Cameron Brown -11-     | Terenzo Bozzone     | Dylan McNeice      | Meredith Kessler -4- | Gina Crawford    | Melanie Burke    |
| 30  | 1. März 2014   | Marko Albert           | Cameron Brown       | Terenzo Bozzone    | Meredith Kessler -3- | Gina Crawford    | Candice Hammond  |
| 29  | 2. März 2013   | Bevan Docherty         | Marko Albert        | Cameron Brown      | Meredith Kessler -2- | Gina Crawford    | Candice Hammond  |
| 28  | 4. März 2012 1 | Marino Vanhoenacker    | Tim Reed            | Cameron Brown      | Meredith Kessler     | Kate Bevilaqua   | Joanna Lawn      |
| 27  | 5. März 2011   | Cameron Brown -10-     | Terenzo Bozzone     | Mathias Hecht      | Samantha Warriner    | Mirinda Carfrae  | Joanna Lawn      |
| 26  | 6. März 2010   | Cameron Brown -9-      | Terenzo Bozzone     | Kieran Doe         | Joanna Lawn -7-      | Gina Crawford    | Kim Loeffler     |
| 25  | 7. März 2009   | Cameron Brown -8-      | Terenzo Bozzone     | Dirk Bockel        | Gina Ferguson        | Joanna Lawn      | Charlotte Paul   |
| 24  | 1. März 2008   | Cameron Brown -7-      | Frederik Van Lierde | Kieran Doe         | Joanna Lawn -6-      | Kate Bevilaqua   | Emi Shiono       |
| 23  | 3. März 2007   | Cameron Brown -6-      | Luke Bell           | Torbjørn Sindballe | Joanna Lawn -5-      | Heather Gollnick | Kim Loeffler     |
| 22  | 4. März 2006 1 | Ain-Alar Juhanson      | Cameron Brown       | Andrew Young       | Joanna Lawn -4-      | Tyler Stewart    | Karyn Ballance   |
| 21  | 5. März 2005   | Cameron Brown -5-      | Gordo Byrn          | Bryan Rhodes       | Joanna Lawn -3-      | Monica Caplan    | Claire Murray    |
| 20  | 6. März 2004   | Cameron Brown -4-      | Clas Björling       | Björn Andersson    | Joanna Lawn -2-      | Lynley Allison   | Tamara Kozulina  |
| 19  | 1. März 2003   | Cameron Brown -3-      | Olivier Bernhard    | Jan Van Rooyen     | Joanna Lawn          | Karyn Ballance   | Lisa Bentley     |
| 18  | 2. März 2002   | Cameron Brown -2-      | Jonas Colting       | Garrett MacFadyen  | Karyn Ballance       | Joanna Lawn      | Lynley Allison   |
| 17  | 3. März 2001   | Cameron Brown          | Peter Sandvang      | Stefan Holzner     | Lisa Bentley -2-     | Karyn Ballance   | Lena Wahlqvist   |
| 16  | 4. März 2000   | Thomas Hellriegel      | Cameron Brown       | Olivier Bernhard   | Lisa Bentley         | Karyn Ballance   | Robyn Roocke     |
| 15  | 7. März 1999   | Tim DeBoom             | Cameron Brown       | Andreas Niedrig    | Melissa Spooner      | Karyn Mills      | Lisa Bentley     |

| New Zealand Ultra Distance National Championships (Triathlon-Staatsmeisterschaft Langdistanz) |

### Ironman New Zealand in Auckland
| N ° | Datum/Jahr      | Männer             | Männer          | Männer           | Frauen          | Frauen             | Frauen                |
| N ° | Datum/Jahr      | Erster Platz       | Zweiter Platz   | Dritter Platz    | Erster Platz    | Zweiter Platz      | Dritter Platz         |
| --- | --------------- | ------------------ | --------------- | ---------------- | --------------- | ------------------ | --------------------- |
| 14  | 15. März 1998   | Peter Sandvang     | Tony O’Hagan    | Olivier Bernhard | Suzanne Nielsen | Fiona McKee        | Heidi Alexander       |
| 13  | 9. März 1997    | Lothar Leder       | Stefan Holzner  | Peter Sandvang   | Jan Wanklyn -3- | Lauren Alexander   | Fiona McKee           |
| 12  | 3. März 1996    | Stefan Holzner -2- | Stephen Farrel  | Ken Glah         | Jan Wanklyn -2- | Jenny Rose         | Karen Sitko           |
| 11  | März 1995       | Stefan Holzner     | Ken Glah        | Stephen Farrell  | Sue Clark       | Fiona McKee        | Gayle Watson          |
| 10  | März 1994       | Scott Ballance     | Ken Glah        | Tony O’Hagan     | Erin Baker -4-  | Sharlene Ryan      | Fiona McKee           |
| 09  | März 1993       | Ken Glah -2-       | Dirk Aschmoneit | Péter Kropkó     | JulieAnne White | Carolyn Hubbard    | Susan Latshaw         |
| 08  | 24. März 1992   | Ken Glah           | Stefan Kolm     | Scott Tinley     | Krista Whelan   | Sarah Coope        | JulieAnne White       |
| 07  | 17. März 1991   | Dirk Aschmoneit    | Scott Tinley    | Scott Molina     | Jan Wanklyn     | Sarah Coope        | Terry Schneider-Egger |
| 06  | März 1990       | Pauli Kiuru        | Ken Glah        | Scott Tinley     | Erin Baker -3-  | Jan Wanklyn        | Terry Schneider       |
| 05  | März 1989       | Ray Browning       | Matthew Brick   | Pauli Kiuru      | Fiona McKee     | Josie Sinclair     | Sue Price             |
| 04  | 20. März 1988   | Scott Tinley -2-   | Ray Browning    | John Hughes      | Nancy Harrison  | Christine Horrocks | Susie Douglas         |
| 03  | März 1987 2     | Ray Browning       | Brent Snellex   | John Hughes      | Erin Baker -2-  | Linda Buchanan     | Sue Price             |
| 02  | März 1986 2     | Scott Tinley       | Glenn Davies    | Peter Zyerveld   | Erin Baker      | Julie Moss         | Sue Price             |
| 01  | 24. März 1985 2 | Scott Molina       | Marc Suprenant  | Don Jacobs       | Michelle Gammie | Robyn Black        | Beth Davis            |